# Niki Lauda
Andreas Nikolaus 'Niki' Lauda (Viena, 22 de febrer de 1949 – Zúric, 20 de maig de 2019) fou un pilot austríac de Fórmula 1, tres vegades campió del món, el 1975, el 1977 i el 1984.

## Trajectòria

### 1971-1974
Nascut a Viena en el si d'una família adinerada, es va convertir, sense el suport dels seus familiars, en pilot de carreres el 1968 i va començar a córrer a la Fórmula 1 amb l'equip March el 1971. Al principi, va tenir poc èxit tant a l'equip March com al BRM, al qual es va incorporar el 1973, però va donar el seu gran salt esportiu quan el seu company d'equip a BRM, Clay Regazzoni, va tornar a l'equip Ferrari a la temporada 1974. L'influent propietari de l'equip, Enzo Ferrari, va demanar l'opinió de Clay sobre el conductor austríac i, al rebre bones referències, el va fitxar immediatament.

### 1974-1976
Després d'un fluix començament en la dècada dels setanta, l'equip Ferrari va ressorgir i la fe en el petit austríac va ser recompensada amb el segon lloc en el seu debut amb l'equip al Gran Premi de l'Argentina. Aviat va arribar la seva primera victòria a un gran premi, a la quarta carrera que va córrer amb Ferrari, cosa que va posar fi a un bienni sense victòries de l'equip. Lauda i Ferrari es van convertir en el pilot i l'escuderia que marcaven el pas del mundial, aconseguint sis pole positions consecutives. No obstant això, una barreja de falta de fiabilitat i inexperiència va limitar els seus resultats a una sola victòria més i un quart lloc al final del mundial.
A la temporada 1975, Lauda va aconseguir reeditar la brillant trajectòria que havia iniciat l'any anterior. Després d'un discret començament, en el qual no va passar del cinquè lloc a les primeres quatre carreres de la temporada, Lauda i Ferrari van millorar i van vèncer en quatre dels següents cinc grans premis. La victòria al Gran Premi dels Estats Units, última carrera de la temporada, li va valer a Lauda el seu primer campionat del món.

### 1976-1982
El 1976, Lauda va guanyar quatre de les primeres sis carreres, i va obtenir el segon lloc en les altres dues. Al final de la novena carrera, disputada a Brands Hatch, Lauda havia obtingut 61 dels punts del mundial, més del doble dels que duia el seu més immediat perseguidor, Jody Scheckter. El segon campionat del món consecutiu semblava limitar-se ja a una formalitat, fet que no es produïa des de les temporades de 1959 i 1960, quan ho havia assolit Jack Brabham. No obstant això, en la següent carrera, a Nurburgring, Lauda va patir un accident que li provocà greus ferides i cremades en incendiar-se el seu cotxe en el Gran Premi d'Alemanya. Tres pilots es van aturar per a ajudar-lo: Harald Ertl, Guy Edwards i Arturo Merzario, i Lauda els va regalar, més tard, un rellotge d'or en agraïment. Trobant-se en estat molt greu, un sacerdot va arribar a administrar-li l'extremunció, però finalment va tornar a les pistes tan sols sis setmanes després de l'accident.
Durant la forçada absència de Lauda, l'anglès James Hunt havia jugat els seus trumfos i l'última carrera de la temporada, el Gran Premi del Japó, va començar amb un lleuger avantatge de tres punts de Lauda sobre Hunt. En una pista perillosament mullada, Lauda es va retirar després de realitzar dues voltes, assegurant que considerava insegur continuar en aquelles condicions. La causa d'aquest abandó s'ha atribuït al fet que, en no tenir celles a causa de les cremades sofertes en l'accident, l'aigua li entrava als ulls impedint-li així la visió. Hunt va liderar la carrera durant la major part del gran premi, fins que una punxada el va fer perdre posicions. Va aconseguir remuntar, no obstant això, fins a la tercera posició, fet que li va valer el títol mundial per un sol punt. L'anterior bona relació de Lauda amb l'equip Ferrari es va veure greument afectada després d'aquest abandonament, i va haver de suportar una difícil temporada 1977 malgrat de vèncer còmodament al campionat mundial gràcies a la seva regularitat. Havent ja anunciat que abandonaria l'equip al final de la temporada, Lauda va anticipar aquest abandó davant la decisió de Ferrari d'incorporar un tercer cotxe en el Gran Premi del Canadà amb el fins llavors desconegut Gilles Villeneuve.
Incorporat a l'equip Brabham el 1978, Lauda va passar dues temporades sense èxits, en bona part a causa del radical disseny del cotxe, amb una aerodinàmica assistida per turbines. Després de la seva única victòria, el cotxe va ser immediatament desqualificat. En el Gran Premi del Canadà, Lauda va informar el propietari de l'escuderia, Bernie Ecclestone, del seu desig de retirar-se immediatament, perquè no desitjava "continuar conduint en cercles". Lauda, que havia fundat una companyia de vols xàrter, Lauda Air, va tornar a Àustria per a dedicar-s'hi a temps complet.

### 1982-1985
Però el 1982 Lauda va tornar a la competició, sentint que encara tenia una carrera com pilot per davant. Després d'una prova reeixida amb McLaren, el seu únic problema va ser convèncer el patrocinador de l'equip, Marlboro, que encara era capaç de guanyar. Ho va demostrar en la seva tercera cursa després de la seva tornada a les pistes, guanyant el Gran Premi de Long Beach. Lauda va aconseguir el seu tercer campionat del món el 1984 amb una victòria per mig punt sobre el seu company d'equip Alain Prost.
Després de la seva retirada el 1985, va tornar a la gestió de la seva companyia aèria, Lauda Air. El 1995 va ser assessor tècnic de Ferrari i a la seva arribada li van demanar consell per a guanyar novament després de molts anys. Ell va recomanar contactar Michael Schumacher, que va portar l'equip d'enginyers de Benetton, encapçalats per Ross Brawn.

## Llegat
El 2000 fou guardonat amb el premi Marca Leyenda. Després de la venda de la companyia al soci majoritari Austrian Airlines, va dirigir l'equip Jaguar el 2001 i el 2002. A la fi de 2003, va constituir una nova companyia aèria, Niki. Lauda col·laborà com a comentarista de F1 a la cadena alemanya RTL, i, des del 2013, fou President no executiu de l'equip Mercedes AMG Petronas.
Com a conductor, es considera que Lauda s'ha caracteritzat per una aproximació intel·ligent, que minimitzava els riscos i maximitzava els resultats, i se'l considera un dels pilots més conscienciosos, capaç de passar-se llargues hores refinant el comportament del cotxe. És autor de quatre llibres. Rebé el sobrenom de la rata (atorgat per James Hunt i Lord Hesketh).
El 2013 es va estrenar la pel·lícula Rush, dirigida per Ron Howard, sobre la seva rivalitat amb James Hunt durant la Temporada 1976 de Fórmula 1. El paper de Niki Lauda és interpretat pel alemany-català Daniel Brühl.

## Vida personal
Lauda va tenir dos fills amb la seva primera dona Marlene Knaus (matrimoni 1976, divorci 1991): Mathias, també pilot, i Lukas, que és el mànager del seu germà. També tingué un fill, Christoph, d'una relació extramatrimonial. El 25 d'agost de 2008, es va casar amb Birgit Wetzinger, una hostessa de vol de la seva companyia aèria que el 2005 li va donar un ronyó quan va fallar el que havia rebut del seu germà el 1997. El setembre de 2009, la seva dona Birgit tingué fills bessons, un nen i una nena.
Lauda hagué de ser sotmès a un trasplantament de pulmó l'agost de 2018. Va morir a Viena el 20 de maig de 2019.